# Кібенок Віктор Миколайович
Ві́ктор Микола́йович Кібено́к (17 лютого 1963, смт Іванівка — 11 травня 1986, Москва) — один з перших ліквідаторів аварії на Чорнобильській АЕС 1986 року. Лейтенант внутрішньої служби. Герой Радянського Союзу.

## Життєпис
Народився 17 лютого 1963 року в селищі Іванівка Іванівського району Херсонської області.
У 1984 році закінчив Черкаське пожежно-технічне училище МВС СРСР. Служив Начальником караулу 6-ї воєнізованої пожежної частини Управління внутрішніх справ Київського облвиконкому по охороні міста Прип'ять. Разом з іншими пожежниками брав участь в гасінні пожежі на ЧАЕС у перші години після вибуху. Отримав велику дозу радіації, був доправлений до 6-ї клінічної лікарні в Москву, де і помер 11 травня 1986 року. Похований на Митинському цвинтарі.
26 квітня 1986 року. приблизно в 1 год. 23 хв. 47 с. на четвертому енергоблоці Чорнобильської АЕС стався вибух, який повністю зруйнував реактор. В результаті вибуху виникло понад 30 осередків пожежі, порушилася обшивка реактора та завалилася частина споруди машинного залу. Перший караул пожежної частини з охорони АЕС під командуванням лейтенанта Володимира Правика прибув до місця катастрофи менше ніж за три хвилини після тривожного сигналу. Вогонь став поширюватися у бік сусіднього третього блоку, загрожуючи дістатися машинної зали, в якій біля кожної турбіни стояли великі ємності з маслом, а також захопити кабельні тунелі, що призвело б до порушення системи управління і захисту всієї станції.
Через п'ять хвилин після першого караулу на допомогу прибув підрозділ СВПЧ-6 на чолі з лейтенантом Віктором Кібенком. У другу розвідку вони пішли удвох з Володимиром Правиком з яким разом навчалися у Черкаському пожежно-технічному училищі МВС СРСР. Найстрашнішим випробуванням у боротьбі з вогнем стало розпечене бітумне перекриття машинної зали. І це був реальний нестерпний біль. Пожежники брали рукавицями шматки графіту, який залишився після вибухів, і скидали його з даху. Ступаючи в розплавлений бітум, затоптували 
невеликі вогнища. Кипляча маса заливала ноги, і потім шкіра сходила разом з чоботами. Розвідка В. Правика і В. Кібенка стала розвідкою боєм і поклала початок перемозі пожежників над вогнем і атомом.

## Увічнення пам'яті

Погруддя Віктора Кібенка, Меморіальний комплекс жертв Чорнобильської катастрофи в Києві, 29.06.2019

- На честь Кібенка названі Вулиця Кібенка і Героїв Чорнобиля (до яких належить Віктор Кібенок) у місті Черкаси.

- Також вулиця Кібенка у містах Боярка, Вараш, Сквира, Ямпіль, смт Іванівка.
- Бюст Віктору Кібенку встановлений на місці меморіалу Героям Чорнобиля в рідному для Віктора виші — Черкаському інституті пожежної безпеки імені Героїв Чорнобиля[3]. В Народному музеї Черкаського інституту пожежної безпеки імені Героїв Чорнобиля зберігаються особисті речі героя періоду його навчання у виші.[4]
- 26 квітня 1987 року у смт. Іванків на Київщині за рішенням Київської обласної ради встановлений пам'ятник Герою Радянського Союзу В. Кібенку. Погруддя виготовлене з бронзи, постамент обкладений мармуровими плитами. Архітектор Ю. Д. Підгородецький, скульптор Павло Кальницький.
- 23 квітня 2010 року на малій батьківщині В. Кібенка — у селищі Іванівка (Херсонська область) — за ініціативи Іванівської районної ради спілки «Чорнобиль», райвідділу МНС та селищної ради встановлена меморіальна дошка з написом «На цьому місці у будинку проживав учасник ліквідації аварії на Чорнобильській атомній електростанції Герой Радянського Союзу Кібенок Віктор Миколайович».

### У Кінематографі
Згадується у документальному фільмі «Чорнобиль: Два кольори часу» (Укртелефільм, 1986—1988).

## Нагороди
- Герой Радянського Союзу (1986, посмертно).
- 26 квітня 1996 року за виняткову особисту мужність і самовідданість, високий професіоналізм, виявлені під час ліквідації аварії на Чорнобильській АЕС нагороджений відзнакою Президента України — зіркою «За мужність» (посмертно).